# Вольнов, Иван Егорович
Ива́н Его́рович Во́льнов (настоящая фамилия — Владимиров; 3 [15] января 1885, с. Богородицкое, Орловская губерния — 9 января 1931, там же) — русский революционер и писатель.

## Биография
Родился в бедной крестьянской семье.
Учился в церковно-приходской школе, как одарённый ученик направлен в двухклассное училище, в 14 лет определён помощником учителя. В 1900-04 годах учился (за счёт земства) в Курской учительской семинарии, по окончании поступил учителем в земскую школу.
В 1903 году вступил в партию эсеров, под видом нищего ходил по деревням, вёл революционную пропаганду среди крестьян, распространял нелегальную литературу. В ноябре 1905 года арестован; в дальнейшем неоднократно подвергался репрессиям, садистским избиениям тюремными надзирателями. В 1905—1907 годах принимал активное участие в аграрном революционном движении на Орловщине. В 1908 организовал в Донбассе боевую дружину.
В июне 1908 года арестован при попытке застрелить мценского исправника. Более года находился в Орловской каторжной тюрьме, четыре месяца носил ручные кандалы — «самый страшный» период «в моей жизни по тем ужасам, что пришлось мне наблюдать». О пережитом, о положении заключённых в царских тюрьмах опубликовал ряд очерков в издаваемой В. Л. Бурцевым в Париже газете «Будущее», а также рассказы «Как это было», «На рубеже», «Осенью». В 1909 году сослан в Енисейскую губернию (село Кондратьево Канского уезда), в июле 1910 бежал, до мая 1917 жил за границей (главным образом в Италии).
В Цюрихе в 1910 году участвовал в рукописном журнале русских студентов-эмигрантов. Литературный дебют (хотя начал писать с десяти лет) — стихотворение в прозе «Три грезы». На Капри (январь 1911) встретился с М. Горьким, который убедил Вольнова положить в основу его творчества личный жизненный опыт, взял на себя роль наставника, первого редактора и критика. Под его руководством Вольнов написал самое значительное своё произведение «Повесть о днях моей жизни» (впервые под названием «Повесть о днях моей жизни, радостях моих и злоключениях»). Горький оценил написанное как «очень интересную и даровито сделанную» вещь и в дальнейшем неоднократно повторял, что Вольнов «способен в будущем дать литературе русской вещи очень значительные». Вольнов был одним из первых писателей, кто показал жизнь деревни накануне и во время первой русской революции «с мужицкой точки зрения», глазами мальчика, потом юноши, отличающегося душевной чуткостью и страстным стремлением к знанию и правде, выстраданной заповедью которого стало: «не бить детей, не мучить женщин и не пить вина, — не жить вообще той дикою, мучительною жизнью, которой живут они, а искать всеми силами лучшее, которое… есть на свете».
В 1915—1917 годах Вольнов работал над циклом очерков «Огонь и воды», в котором хотел изобразить судьбу одного крестьянского рода на протяжении нескольких поколений (написал 9 очерков; до 1917 опубликованы «Мафусаилы», «Круги жизни»).
Вернувшись после Февральской революции 1917 года в Россию, Вольнов был назначен комиссаром Временного правительства в Малоархангельском уезде. Был избран членом Учредительного собрания.
В 1918 году был членом Комуча. Был арестован офицерами, освобождён по требованию чехов.
Когда установилась советская власть, Вольнова несколько раз подвергали аресту, Горький добивается его освобождения. В 1919 года вместе с Новиковым-Прибоем ездил в Барнаул за хлебом для Москвы. В октябре 1919 года встречался в Кремле с В. И. Лениным. В 1919—1920 годах боролся в Поволжье с тифом.
В 1921 году вернулся в родное село Богородицкое, организовал там сельскохозяйственное товарищество.
В 1928-29 годах посетил Горького в Сорренто, на родине против него началась пропагандистская кампания. Имя писателя оказалось среди случайно, по вине неквалифицированных работников, внесенных в 1920-е гг. в картотеку и архивные списки секретных сотрудников охранки. Это выяснилось благодаря исследовательнице З. И. Перегудовой.
По одной версии, умер от алкоголизма, по другой версии, был убит.

## Семья
- Первая жена — Сара Григорьевна Гольдберг (1893—1961), певица, с 1911 года жила в Италии, в 1947 году получила разрешение на въезд в СССР.
  - Сын Илья Иванович Вольнов (1913—1988), учёный-химик.
- Вторая жена — Мария Михайловна Федорюк.
  - Сын Алексей (1921—1987), полковник медицинской службы.
  - Сын Александр (1923—1943), погиб под Сталинградом.
  - Дочь Вера (1924—1990?), учительница.
  - Сын Михаил (1926—1960?), начальник цеха.

## Творчество
Кроме автобиографической трилогии «Повесть о днях моей жизни», Вольнов в Италии написал целый ряд рассказов и очерков о событиях 1905-07 годов («В деревне», «Осенью», «На рубеже»), а также рассказы о прошлом деревни («Батя», «Орел», «Молодые годы Бориса», которые намерен был включить в книгу «Огонь и воды»).
События 1917 года были описаны в очерках «Самара», «Комиссар Временного правительства» («Возвращение»), в рассказах «В поезде», «Суд», «Распятая Русь».
О событиях 1918 года в Поволжье Вольнов написал повесть «Встреча» (1927), в которой осудил братоубийственную войну, показав огромные жертвы как белых, так и красных.
Затем писал рассказы и очерки о жизни новой деревни: «После смены», «Прокошка», «Давыд», «На отдыхе».